# Seo-gu
Seo-gu (hangeul : 서구) est le plus grand arrondissement (gu) d'Incheon, en Corée du Sud. Il a une superficie 111,2 kilomètres carrés (42,9345600808 mi2), et il possède la plus importante superficie de terres agricoles à Incheon.

## Historique

### Origine
Dans le passé, Seo-gu faisait partie de la division administratif de 'Buk-gu'. En 1988, une partie fut séparée pour former « Seo-gu ».
- 1413 : Seokgot-myeon, Mowolgot-myeon, Bupyeongdoho-bu
- 1895 : Seokgot-myeon, Mowolgot-myeon, Bupyeong-gun, Incheon-bu
- 1896 : Seokgot-myeon, Mowolgot-myeon, Bupyeong-gun, Gyeonggi-do
- 1914 : Seogot-myeon, Bucheon-gun
- 1er avril 1940 : inclus dans Incheon-bu
- 15 août 1949 : succursale de Seogot, Incheon
- 1er janvier 1968 : succursale de Segot, Buk-gu, Incheon
- 1er juillet 1981 : succursale de Seogot, Buk-gu, ville de gouvernement direct d'Incheon

### Histoire
- 1er janvier 1988 : une partie de Buk-gu est absorbée par Seo-gu
- 1er mars 1995 : Annexe de Geomdan-myeon, Gimpo-gun, Gyeonggi-do.
- 1er janvier 2002 : Division de Geomdan-dong en Geomdan-1-dong et Geomdan-2-dong.
- 1er septembre 2005 : Subdivision de Geomdan-1-dong et Geomdan-2-dong en Geomdan-3-dong.
- 1er septembre 2006 : Geomdan-1-dong subdivisé en Geomdan-1-dong et Geomdan-4-dong.
- 17 septembre 2008 : Changement de nom de Bulno-dong en Bullo-dong.
- 10 juin 2010 : Absorption de Cheongna-dong, et des parties de Gyeonseo-dong-Yeonhui-dong-Wonchang-dong.
- 9 juillet 2012 : Subdivision de Cheongna-dong en Cheongna-1-dong et Cheongna-2-dong.
- 2 septembre 2013 : Subdivision de parties de Geomdan-1-dong (Oryu-dong, Wanggil-dong) en Geomdan-5-dong et transfert de la décharge de la zone métropolitaine de Geomamgyeongseo-dong à Geomdan-5-dong.

## Division administrative

division administrative de Seo-gu.

- Geomam-Gyeongseo Dong (검암경서동)
- Sinhyeon-Wonchang Dong (신현원창동)
- Yeonhui-dong (연희동)
- Gajeong 1 à 3 Dong (가정1~3동)
- Seongnam 1 à 3 Dong (석남1~3동)
- Gajwa 1 à 4 Dong (가좌1~4동)
- Geomdan 1 à 4 Dong (검단1 ~ 4동)

## Éducation
Ecoles internationales :
- École Cheongna Dalton